# Leuconostoc mesenteroides
Leuconostoc mesenteroides és una espècie de bacteri làctic, Gram-positiu, normalment associat amb la fermentació, sota condicions de salinitat i relativa baixa temperatura. Aquest bacteri en particular produeix polisacàrids (dextrans) i que són utilitzats en solucions col·loidals artificials en la fluïdoteràpia en humans. Les seves condicions de creixement òptimes són als 30 °C de temperatura i amb un valor 6-6,5 de pH. En canvi, la temperatura i el pH òptims en els que genera bacteriocines són els 25 °C i pH 5,5.